# Departamento de Cúcuta
El departamento de Cúcuta es un extinto departamento de Colombia. Fue creado el 5 de agosto de 1908 y perduró hasta el 1 de enero de 1910, siendo parte de las reformas administrativas del presidente de la república Rafael Reyes respecto a división territorial. El departamento duró poco, pues Reyes fue depuesto en 1909 y todas sus medidas revertidas a finales del mismo año, por lo cual las 34 entidades territoriales creadas en 1908 fueron suprimidas y el país recobró la división política vigente en 1905, desapareciendo entonces Cúcuta como departamento y vuelto a depender de Bucaramanga hasta la expedición de la ley del 25 de julio de 1910, fecha en la que nació el departamento de Norte de Santander.

## División territorial

Departamentos de la región de los Santanderes en 1908. Cúcuta en color morado.

El departamento estaba conformado por las provincias norsantanderanas de Cúcuta, Ocaña y Río de Oro.
Los municipios que conformaban el departamento eran los siguientes, de acuerdo al decreto 916 del 31 de agosto del año 1908:
- Provincia de Cúcuta: San José de Cúcuta (capital), Arboledas, Bochalema, Concordia, Chinácota, Gramalote, Sardinata, Villa del Rosario, San Cayetano y Salazar.

- Provincia de Ocaña: Ocaña (capital), Aspásica, La Cruz), San Calixto, San Pedro y Teorama.

- Provincia de Río de Oro: Aguachica, Convención, Los Ángeles, Puerto Nacional, González, Río de Oro, La Gloria, El Carmen y La Palma.